# Dongri, Ankola
Dongri là một làng thuộc tehsil Ankola, huyện Uttara Kannada, bang Karnataka, Ấn Độ.